# Canelite
Canelite é o nome popular da síndrome de estresse do medial tibial ou periostite medial de tíbia, que é uma inflamação do principal osso da canela, a tíbia, ou dos tendões e músculos da tíbia, podendo se tornar fratura por estresse. É comum em atletas que praticam futebol, tênis, ciclismo, corrida, ginástica olímpica e Corfebol.

## Causas
Alguns fatores podem desencadear a síndrome:
- pronação dos pés;[2]
- prática de esportes em terreno muito rígido;
- uso de calçados inadequados;
- fatores genéticos.

## Prevenção
Dê preferência a tênis de corrida flexíveis na parte frontal. Troque o tênis de corrida sempre que usá-lo de 480 a 640 km. Use uma calcanheira para reduzir o choque, assim como suporte para arco do pé ou palmilha de amortecimento, se necessário. Não aumente seu volume de treinamento drasticamente ou faça treino de velocidade prematuramente. Equilibre o seu treinamento. Corra uma menor quilometragem e o faça sobre superfícies mais macias. Inclua corrida em piscina ou outra atividade física complementar. 
Concreto é seis vezes mais severo para os tecidos da tíbia do que o asfalto. O asfalto é três vezes mais severo do que a terra batida. A grama é ainda mais macia, e diminui significativamente o risco de inflamação na região da tíbia. Retorne o volume de treino nas ruas em 1,5 ou 3 km por vez à medida que volta ao treinamento pleno. Use ortopédicos ou tênis anti-pronação.
Se a canela doer depois de uma sessão de treino na pista de atletismo, o treino de velocidade deve ser realizado sobre terra batida, grama, areia, ladeira acima, na esteira ergométrica ou alternativas como corrida na piscina. Deve-se observar e consertar qualquer erro no treinamento. Realize uma quantidade apropriada de treino de velocidade correndo num ritmo adequado, gradualmente aumentando os treinos de velocidade para até 10% do volume semanal em uma sessão. Deve-se evitar correr mais rápido do que o seu ritmo numa corrida de 5 km até que seja capaz de realizar os 10% sem dores severas.
O atleta não pode esquecer de fazer o desaquecimento (geramente a parte do treino mais negligenciada). O tempo do treinamento deve ser calculado com essa reserva após o exercício, pois a corrida leve introduz sangue com seus nutrientes e acelera a extração dos produtos do desgaste da corrida rápida. Adicione 400 metros de caminhada no final e diminuirá o acúmulo sanguíneo pós-exercício que contribui para inflamação nos músculos. Uma boa prática é molhar as pernas com água gelada e colocar os pés para o alto por 20 minutos enquanto se reidrata e desaquece, e então fazer os alongamentos.
A musculatura da tíbia trabalha de encontro aos grandes músculos da panturrilha, e é a última musculatura a aquecer e a primeira a esfriar. Com isso em mente, faça exercício para fortalecê-la. Sentado numa cadeira, desenhe círculos largos com o seu dedão do pé, e depois desenhe o alfabeto. Depois de algumas semanas, adicione o exercício "pote de tinta": sentado numa mesa, pendure um peso no dedão do pé e o levante flexionando o tornozelo numa seção de 12 repetições. Ou então enganche um cinto elástico, ou item similar, ao redor do dedão do pé e empurre contra ele 10 vezes e depois o puxe em sua direção 10 vezes. Reduza sua quilometragem para se livrar da inflamação na região da tíbia. Já que os músculos da região da tíbia são os últimos a aquecer, vestir meias de cano longo pode ajudar no aquecimento.
Dor na parte exterior da tíbia? Caminhe apontando os pés para dentro por um minuto por dia. Dor na parte interior? Caminhe com os pés apontados para fora por um minuto. Aumente gradualmente os exercícios descritos acima até atingir 5 minutos. Então, pratique a caminhada sobre seus dedos e sobre o calcanhar com os pés apontando para dentro e para fora.
Também é recomendado usar tênis que possuem molas, pois assim diminui o impacto da canela com o solo.

## Tratamento
O tratamento da canelite deve ser feito com base no diagnóstico clínico (do médico) e o funcional (do fisioterapeuta). O tratamento médico terá por base a prescrição do uso de antiinflamatórios e antálgicos, com a finalidade de controlar a dor e os demais sinais cardeais do processo inflamatório. O fisioterapeuta também atuará na diminuição de dor e do processo inflamatório por meio da prescrição correta do uso do calor e do frio (Termoterapia), e pela aplicação de recursos físicos como o ultrassom terapêutico e o laser. Além disso também fará o restabelecimento da musculatura e dos padrões normais de marcha. Nunca se automedique, nem aplique calor ou frio sem consultar um profissional de saúde. 